# Niasathelphusa wirzi
Niasathelphusa wirzi is een krabbensoort uit de familie van de Gecarcinucidae. De wetenschappelijke naam van de soort is voor het eerst geldig gepubliceerd in 1930 door Roux.